# 이태현 (바둑 기사)
이태현(李泰賢, 1990년 1월 1일 ~ )은 대한민국의 바둑 기사이다.

## 상세
2007년 한국기원 제109회 입단대회를 통해 입단하였고, 2016년 10월에 7단으로 승단했다. 2019년 5월 기준, 통산 전적에서 56.61%의 승률을 가지고 있으며 기사 랭킹에서는 50위에 랭크되어있다(431전 244승 187패). 끝까지 물고 늘어지는 스타일의 경기 운영 방식을 선호하는 기사이다. 2017년 바둑계를 떠나 사회복무요원으로 복무했고, 2021년 8단으로 승단했다.